# Kamoro jezik
Kamoro jezik (ISO 639-3: kgq; ostali nazivi za jezik i narod su Kamora, Kaokonau, Lakahia, Mimika, Mukamuga, Nafarpi, Nagramadu, Nefarpi, Neferipi, Umar, Umari), transnovogvinejski jezik uže skupine asmat-kamoro, kojim govori oko 8 000 ljudi (1987 SIL) na južnoj obali indonezijske Nove Gvineje od zaljeva Etna Bay do rijeke Mukamuga.
Kamoro je jedini predstasvnik istoimene podskupine koja je izdvojena iz šire skupine asmat-kamoro. Etnički Kamoro su ribari, polumnomadi, čija je glavna hrana sago i riba, a mnogi žive u Etna Bayu. Jezik ima nekoliko dijalekata među kojima tarya, yamur i nanesa.

## Vanjske poveznice
- Ethnologue (14th)
- Ethnologue (15th)
- The Kamoro Language